# 378 Holmia
378 Holmia је астероид главног астероидног појаса са пречником од приближно 26,74 km.
Афел астероида је на удаљености од 3,130 астрономских јединица (АЈ) од Сунца, а перихел на 2,423 АЈ.
Ексцентрицитет орбите износи 0,127, инклинација (нагиб) орбите у односу на раван еклиптике 7,000 степени, а орбитални период износи 1690,478 дана (4,628 године).
Апсолутна магнитуда астероида је 9,80 а геометријски албедо 0,297.
Астероид је откривен 6. децембра 1893. године.